# La Tessoualle
La Tessoualle è un comune francese di 3 099 abitanti situato nel dipartimento del Maine e Loira nella regione dei Paesi della Loira.

## Società

### Evoluzione demografica
Abitanti censiti